# Famille de Bernier de Pierrevert
La famille de Bernier de Pierrevert est une famille éteinte de la noblesse française, originaire de Provence.

## Histoire
Arnaud Clement écrit dans La noblesse française que la famille de Bernier de Pierrevert est originaire de Provence. Ayant fourni fournit des preuves de noblesse pour Saint-Cyr en 1763, elle s'est éteinte au début du XIXe siècle.

## Personnalités
- Antoine Melchior Gaspard de Bernier de Pierrevert (1753-1782), lieutenant de vaisseau de roi, participe à la guerre d'indépendance des États-Unis sous les ordres de son oncle maternel le bailli de Suffren et trouve la mort à la bataille de Trinquemalay le 3 septembre 1782, la tête explosée par un boulet de canon.
- Charles Eugène de Bernier de Pierrevert (né en 1751), docteur en Sorbonne, vicaire général du diocèse d'Aix-en-Provence et de celui de  Sisteron, député de l'Assemblée générale du clergé en 1775, prieur de la maison Sorbonne en 1776 et abbé de l'abbaye de Mazan.
- Ferdinand Marc Antoine de Bernier de Pierrevert (1761-1786), lieutenant de vaisseau, chevalier de Malte[2], membre de l'État-Major de l'expédition de La Pérouse au cours de laquelle il périt noyé en Alaska. Il a participé à la guerre d'indépendance des États-Unis.
- Louis Jérôme Charles François Bernier de Pierrevert (1750-1800), major de vaisseau, chevalier de l'ordre royal et militaire de Saint-Louis. Il a participé à la guerre d'indépendance des États-Unis. Émigré en Espagne en 1792.

## Armes et devise
Les armes de la famille se blasonnent ainsi : D'azur à trois pals d'argent, et un écu de gueules brochant, chargé d'un lion d'argent armé et lampassé de gueules.[réf. nécessaire]